# Балавадзе Вахтанг Михайлович
Вахтанг Михайлович Балавадзе — радянський грузинський борець вільного стилю, самбіст. Заслужений майстер спорту СРСР (1955), заслужений тренер СРСР (1971). Суддя всесоюзної (1963) і міжнародної (1967) категорій. Тренер збірної СРСР (1961—1970).

## Біографія
Закінчив Інститут фізкультури Грузії (1951) й історичний факультет Тбіліського державного університету (1956).
П'ятиразовий чемпіон СРСР з вільної боротьби (1952—1955, 1957) та самбо (1952). Дворазовий чемпіон світу (1954 — Токіо, 1957 — Стамбул), срібний призер чемпіонату світу (1959 — Тегеран), бронзовий призер літніх Олімпійський ігор 1956 року в Мельбурні, учасник літніх Олімпійський ігор 1960 року в Римі. Чемпіон I міжнародних спортивний ігор молоді (1953, Бухарест). Переможець міжнародних турнірів у Будапешті (1954), Стокгольмі, Гетеборзі, Тегерані, Тебризі (1957), Толедо (1958).
За значний внесок у розвиток боротьби нагороджений Золотим орденом міжнародної федерації боротьби FILA (1997).
За значний внесок у розвиток спорту й олімпійського руху в Грузії нагороджений орденом Олімпійського комітету Грузії (2006).

## Вихованці
- Тедіашвілі Леван Кітойович (1948) — радянський борець вільного стилю та самбіст, дворазовий олімпійський чемпіон, чемпіон світу з вільної боротьби, чемпіон світу з самбо. Заслужений майстер спорту СРСР.

## Державні нагороди
- Орден Дружби народів (1976);
- 2 ордена «Знак Пошани» (27 квітня 1957; 1980);
- Орден Вахтанга Горгасала II ступеня (2002);
- Почесний громадянин Тбілісі (1999).

## Пам'ять
- Від 1962 року в Тбілісі відбувається міжнародний турнір з вільної та греко-римської боротьби пам'яті заслужених митців спорту Вахтанга Балавадзе і Гіві Картозія[2][3].